# 47
Cette page concerne l'année 47  du calendrier julien. Pour l'année 47 av. J.-C., voir 47 av. J.-C. Pour le nombre 47, voir 47 (nombre). Pour les articles homonymes, voir 47 (homonymie).
L'année 47 est une année commune qui commence un dimanche.

## Événements
- 15 mars : début supposé de la censure de Claude (fin en octobre 48)[1]. Le recensement indique qu'il y a  5 984 000 citoyens romains[2].
- 21 avril : célébration des Jeux séculaires à Rome[3].
- Automne : révolte de tribus bretonnes, dirigée par le Catuvellauni Caratacus, contre l’interdiction qui leur est faite de porter des armes (fin au printemps 48). Le nouveau propréteur de la province de Bretagne Publius Ostorius Scapula intervient et inaugure une politique de romanisation forcée. Cogidubnus remplace Verica à sa mort comme roi des Atrébates, client de Rome. Prasutagus est imposé comme roi aux Icéniens (48-59)[4]. Camulodunum (Colchester) des Trinovantes est érigée en colonie romaine[5].

- Les Chérusques, dont les dirigeants ont été décimés par les luttes intestines, envoient une délégation à Rome pour demander à Claude de désigner Italicus, le dernier survivant de la lignée d'Arminius né à Rome, comme leur roi[6].
- Corbulon lance une offensive contre les Frisons révoltés. Rappelé par Claude sur le Rhin pour combattre les Chauques, il joint ce fleuve au delta de la Meuse par un canal qui reçoit son nom[6].
- Claude organise le collège des haruspices[7].
- Ananie, fils de Nébédée, devient grand-prêtre de Jérusalem (47-v. 55)[8].

## Décès en 47
- Vardanès Ier de Parthie, roi Arsacide des Parthes